# سیارک ۹۲۴۶
سیارک ۹۲۴۶ (به انگلیسی: 9246 Niemeyer، نامگذاری:1998HB149) نه هزار و دویست و چهل و ششمین سیارک کشف شده‌است که در ۲۵ آوریل ۱۹۹۸ کشف شد.
قدر مطلق سیارک برابر ۱۷٫۸ است.